# 川名吉エ門
川名吉エ門（かわなきちえもん、1915年（大正4年）2月11日 - 1998年（平成10年）9月6日）は、日本の都市計画学者。旧・東京都立大学名誉教授。
千葉県出身、東京大学建築学科卒業。
都市計画の研究に多くの実績を残す一方、東京都立大学（のち首都大学東京）工学部建築学科の他、日本女子大学、大阪市立大学工学部建築学科で都市計画方面の人材を数多く育成。
代表作に、神戸市西区の研究学園都市西神ニュータウン、鈴蘭台住宅団地基本計画、大阪既製服縫製近代化協同組合枚方工場団地、など。
1987年勲三等瑞宝章受章。

## 参考
- 毎日新聞訃報欄. 1998年9月8日付27面.
- 「都市計画Who was Who」 日本都市計画学会
- (C)被害アソシエーツ「CD-人物レファレンス時点 日本編」
- 都市計画と居住環境（川名吉エ門先生退官記念論文集）東京都立大学工学部, 昭和53年
- 大阪市建設局 大阪都市計画街路築港深江線「船場地区」建設事業誌

## 主要論文等
- 2-7 土地区画整理手法-個人施行による大阪既製服縫製近代化協同組合枚方工場団地計画 : 地区計画・設計のケース・スタディー(第6室 都市計画)（水谷頴介、馬場勇治らと、日本建築学会近畿支部研究報告集. 設計計画・都市計画・住宅 (6), 85-88, 1966年5月）
- 2-4 土地区画整理手法-公共団体施行-による鈴蘭台住宅団地基本計画案 : 地区計画・設計のケース・スタディー(第6室 都市計画) 水谷頴介、久門勇夫、馬場勇治、田中康夫、梅谷光男らと、日本建築学会近畿支部研究報告集. 設計計画・都市計画・住宅 (6), 73-76, 1966年5月）
- 都市計画、大明堂、1972年
- 都市研究の課題-2-住宅をめぐる諸問題(フォーラム都市研究-7-) 鼎談（地理 30(1), p24月）, 1985年1月号）
- 都市研究の反省と展望(都市研究センター5周年記念座談会、東京都立大学都市センター5周年記念<特集>、総合都市研究 (16), p3-28,1982年10月）
- 既成市街地の整備・改善の基本理念 (既成市街地の住宅と環境、建築雑誌 93(1135), 37-38, 1978年5月号）
- 用途地域制論の展開と展望 (都市化--回顧と展望(特集)、都市問題研究 23(1), 28-41, 1971年1月号）
- 公害と建築 (主集 公害と建築、建築雑誌 83(998), 445-456, 1968年7月号）
- 近代都市計画の出発と展開 (新都市計画(特集)、自治研究 44(8), 51-66, 1968年8月号）
- 都市計画の転換期と法制(1) (主集 都市計画の転換期と法制、建築雑誌 82(989), 777-785, 1967年12月号）
- 建物外からみて（超高層建築その後、建築雑誌. 建築年報 1967, 35-36, 1967年6月号）
- 都市計画委員会（委員会研究、建築雑誌. 研究年報 66, 678, 1967年3月号）
- 建築物の規模拡大化,用途複合化にともなう問題 (特集 創立80周年記念大会「研究協議会課題提案」、建築雑誌 81(972), 507-509, 1966年8月号）
- 都市計画研究と研究協議会のあり方 (研究協議会テーマ、日本建築学会近畿大会、建築雑誌 80(958), 670, 1965年9月号）
- 巨大都市と地方都市振興 (都市計画特集、建築雑誌 77(918), 647-657, 1962年10月号）
- 計画立案上の諸問題 (地域開発と都市計画) (課題・37年度大会研究協議会、建築雑誌 77(916), 556-557, 1962年9月号）
- 大阪既製服縫製近代化協同組合枚方工場団地の計画 : その前提と計画の方向 : 中小企業団地のケーススタディ(都市計画・建築経済・防災、日本建築学会論文報告集 (69-2), 529-532, 1961年10月）
- 都市計画（建築雑誌. 研究年報 60, 84-85, 1960年7月号）
- 小学校々区からみた都市住区構成（学位論文-都市計画、建築雑誌. 研究年報 59, 21, 1960年2月号）
- 主題・都市の将来像（建築雑誌 75(879), 97-98, 1960年2月号）
- 都市計画・建築経済・防災 (概要、建築雑誌 75(879), 83-84, 1960年2月号）
- 大都市圏の計画-近代都市の発展とその計画の反省（都市問題研究 12(6), 3-19, 1960年6月号）
- 広く総合的な研究を (住宅問題について、建築雑誌 74(871), 5, 1959年6月号）
- 都市交通計画について-大阪市を中心として（都市問題研究 11(11), 50-68, 1959年）1月号）
- 20 地域性格別にみた小学校々区内土地利用現況 : 都市住区構成に関する研究・1〜3（日本建築学会論文報告集 (59), 129-133, 1958年7月号）
- 首都圏の未来像. 第2部.（首都圏総合計画協会、1971年）
- 自治論集. 第20（地方自治研究会, 1964年）
- 大都市圏と広域行政 （大阪府地方自治研究会・地方自治研究会, 1972年、新自治論集1）
- 阪神地方を対象としての住区構成（都市問題研究 10(6), 51-64, 1958年6月号）
- 川名吉エ門,斎藤和夫,鎌田恭男「住宅地開発の進展しつつある小学校校区」 (都市計画・経済、北海道連合大会特集、建築雑誌 72(852), 52, 1957年11月号）
- 川名吉エ門,三輪雅久,駒日出男「阪神都市圏における通勤圏」 (都市計画・経済、北海道連合大会特集、建築雑誌 72(852), 52, 1957年11月号）
- 川名吉エ門,三輪雅久,寺内信,水谷頴介「阪神地域における私鉄経営を中心とした住宅地開発について」 (都市計画・経済、北海道連合大会特集、建築雑誌 72(852), 52, 1957年11月号）
- 10.住区単位としての小学校々区 : 都市住区構成に関する研究（日本建築学会論文報告集 (56), 73-80, 1957年6月）
- 大都市圏における住宅配置計画（都市問題研究 9(12), 21-34, 1957年12月号）
- 阪神都市圏における住宅地計画の基礎調査（都市問題研究 9(9), 82-93, 1957年9月号）
- 明暦年代の大坂市街について（中沢誠一郎, 山田幸一, 三輪雅久らと、日本建築学会研究報告 (31-2), 123-124, 1955年5月号）
- コミュニテイ計画－都市総合計画と地区総合計画―, C.P.I.（「季刊・環境研究」1974）
- 88. 新築賣家の購入費: (大阪における最近の住宅建築事情について 第5報、日本建築學會研究報告 (30), 1-4, 1955年5月号）
- 公営住宅利用階層の調査 : 大阪における場合（日本建築學會研究報告 (31-2), 127-128, 1955年5月号）
- 大阪に於ける最近の住宅建設事情について (第1報、日本建築學會研究報告 (29-2), 123-124, 1954年10月）
- 特集アーバンデザインの課題-日本の都市計画の歩みとアーバンデザイン（調査季報、横浜市都市経営局政策課、第47号、1975年3月号）